# Saint-Nicolas-la-Chapelle (Sabaudia)
Saint-Nicolas-la-Chapelle – miejscowość i gmina we Francji, w regionie Owernia-Rodan-Alpy, w departamencie Sabaudia.
Według danych na rok 1990 gminę zamieszkiwało 416 osób, a gęstość zaludnienia wynosiła 18 osób/km² (wśród 2880 gmin regionu Rodan-Alpy Saint-Nicolas-la-Chapelle plasuje się na 1220. miejscu pod względem liczby ludności, natomiast pod względem powierzchni na miejscu 389.).

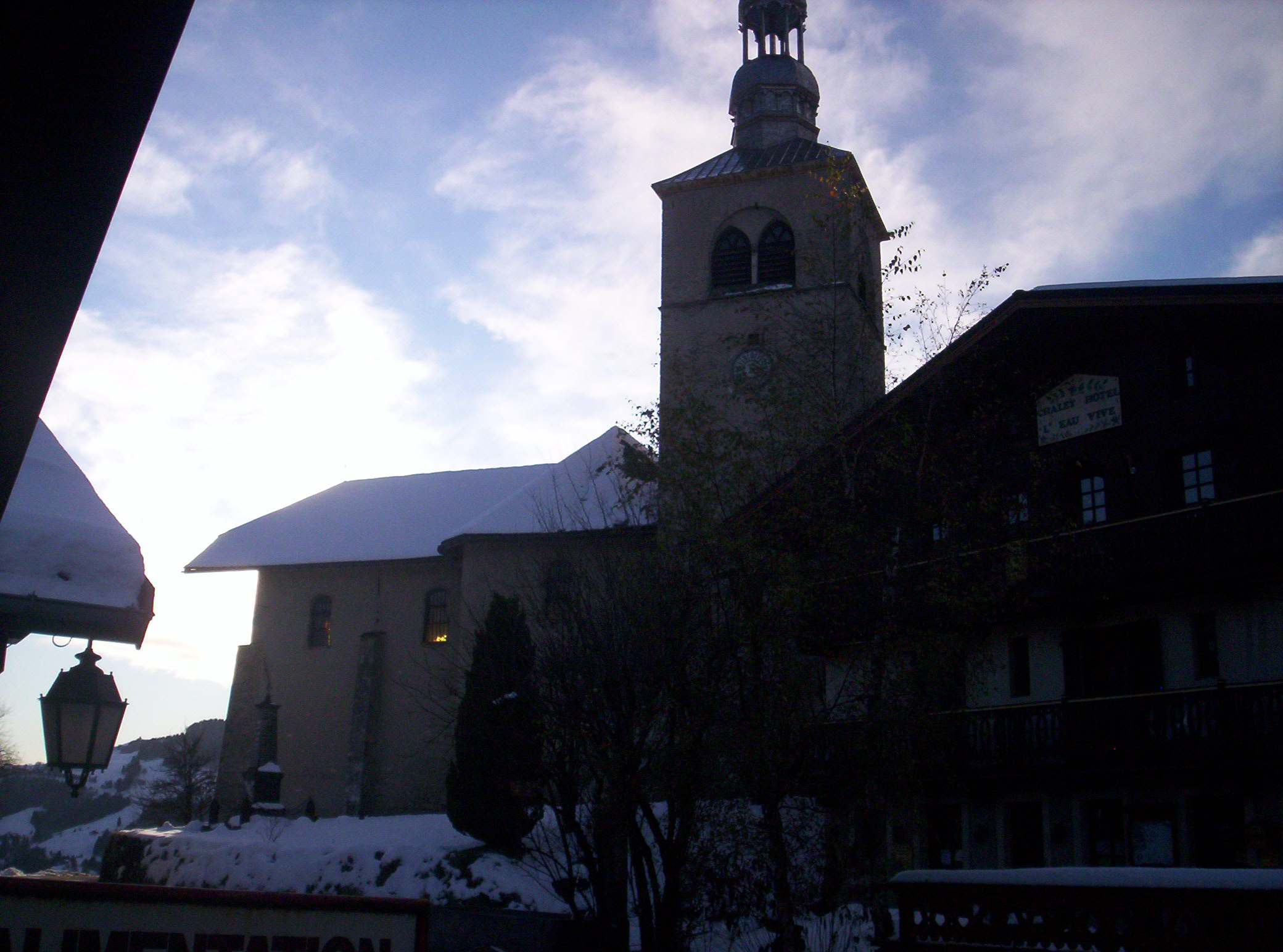
Kaplica w Saint-Nicolas-la-Chapelle, 2008